# 二道岭子遗址
二道岭子遗址，位于中国吉林省船营区沙河子乡七家子村，为一个省级文物保护单位，类型为古遗址，公布时间为2007年5月31日。该文物保护单位由吉林市文物管理处管理。
二道岭子遗址的历史年代为新石器—青铜。